# Kanka-Malik Natchaba
Kanka-Malik Natchaba est un homme politique togolais. Après des études et plusieurs années de travail en France, il rentre au Togo afin de prendre les fonctions de directeur général de société aéroportuaire de Lomé Tokoin. Depuis 2020, il est secrétaire général du Gouvernement, ministre délégué auprès de la Première ministre Victoire Tomegah Dogbé.
Il est le fils de Fambaré Ouattara Natchaba, ancien président de l'Assemblée nationale du Togo.

## Biographie
Kanka-Malik Natchaba effectue ses études supérieures en France. Il débute avec une maîtrise en droit public à la Faculté de droit et de science politique d'Aix-Marseille, suivi par une seconde maîtrise en finances publiques et fiscalité de la même université, obtenue en 2002. S'ensuivent deux années à l'École nationale d'administration, de 2003 à 2005 (promotion « Romain Gary »).
Ses études finies, il intègre Capgemini Consulting (Paris) entre 2005 et 2009 dans le secteur « gouvernement », où il est alors chargé d'accompagner les projets de transformation du secteur public. Il rejoint par la suite la direction des finances, puis la direction générale de Pôle Emploi jusqu'en 2014.
Cette même année, il rejoint le Togo après avoir été appelé par le président Faure Gnassingbé. Il prend alors la direction de la société aéroportuaire de Lomé Tokoin (SALT). Il intègre également le cabinet de conseil de Gnassingbé en tant que conseiller chargé de l'exécution et du suivi des projets (CPES), poste qu'il occupe encore à ce jour.
À partir de 2017, Natchaba est délégué national du Mouvement des jeunes UNIR (MUJ), actuel parti politique au pouvoir, élu pour trois ans. Peu de temps après la fin de ce mandat, il est nommé par décret au poste de secrétaire général du Gouvernement Victoire Tomegah Dogbé,, malgré les réticences de cette dernière. En 2024, il est nommé Ministre de l'enseignement supérieur et de la recherche dans le gouvernement transitoire de la première ministre, victoire Tomegah Dogbe , une nomination qui a été félicitée par le secrétaire général de CAMES(Conseil Africain et Malgache de l'Enseignement Supérieur) le Pr Souleymane KONATÉ.

## Décorations
- Officier de l'ordre du Mono (2018)[9]